# Cyclorama
Cyclorama è il quattordicesimo album del gruppo musicale Styx, pubblicato nel 2003 per l'etichetta discografica CMC International. È il primo disco con Lawrence Gowan in formazione al posto di Dennis DeYoung.

## Tracce
1. "Do Things My Way" – 4:57
2. "Waiting for Our Time" – 4:12
3. "Fields of the Brave" – 3:23
4. "Bourgeois Pig" – 0:49
5. "Kiss Your Ass Goodbye" – 3:13
6. "These Are the Times" – 6:45
7. "Yes I Can" (Tommy Shaw; Jack Blades; Lawrence Gowan; Glen Burtnik; James Young; Todd Sucherman) – 3:50
8. "More Love for the Money" – 3:47
9. "Together" – 4:46
10. "Fooling Yourself (Palm of Your Hands)" (Tommy Shaw) – 0:39
11. "Captain America" – 3:53
12. "Killing the Thing That You Love" (Glen Burtnik; Tommy Shaw; Lawrence Gowan; James Young; Todd Sucherman; Bob Burger) – 5:36
13. "One With Everything" – 5:56
14. "Genki Desu Ka" – 6:13

## Formazione
- Tommy Shaw - chitarra, voce
- Lawrence Gowan - tastiera, voce
- Glen Burtnik - basso, voce
- Todd Sucherman - batteria
- James Young - chitarra, voce